# Haus Königstraße 43

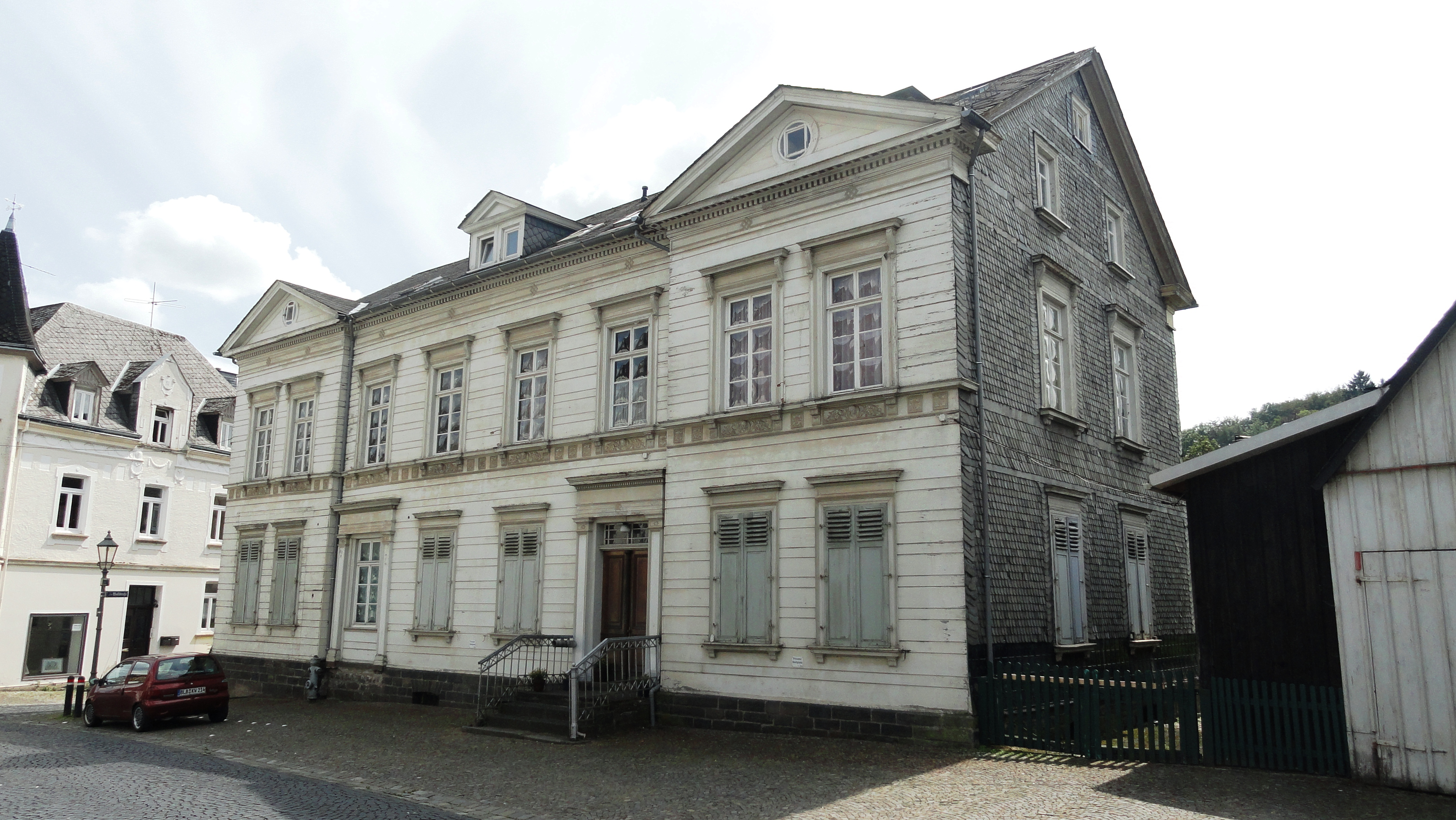
Haus Königstraße 43 (2014)

Das Haus Königstraße 43, auch ehemaliges fürstliches Palais oder Haus Brünjes genannt, ist ein Fachwerkhaus in Bad Laasphe. Es steht unter Denkmalschutz.

## Geschichte
Das Gebäude wurde 1868 errichtet. Der fürstliche Leibarzt Hermann Brünjes nutzte Räume des Hauses als Wohnung und Praxis. In der östlichen Haushälfte gab es von 1946 bis 1969 einen Kolonialwarenladen, welcher von Auguste Metz betrieben wurde. Später wohnten Brünjes Nachfahren in dem Haus.

## Gebäude
Das Doppelhaus ist quer zur Königstraße orientiert und ist ein zweigeschossiger Fachwerkbau. Es hat ein flachgeneigtes Satteldach.